# إد بارو
إد بارو (بالإنجليزية: Ed Barrow) هو مدرب كرة القاعدة ‏ أمريكي، ولد في 10 مايو 1868 في سبرينغفيلد في الولايات المتحدة، وتوفي في 15 ديسمبر 1953 في بورت تشيستير في الولايات المتحدة.

## وصلات خارجية
- إد بارو على موقعبيزبول رفرنس.كوم (الدوري الثانوي) (الإنجليزية)
- إد بارو على موقع جمعية أبحاث البيسبول الأمريكية (الإنجليزية)
- إد بارو على موقع قاعة مشاهير كرة القاعدة (الإنجليزية)
- إد بارو على موقع قاعة آيوا للمشاهير الرياضية (الإنجليزية)
- إد بارو على موقع إن إن دي بي (الإنجليزية)